# Feldabhängigkeit
Feldabhängigkeit (englisch field dependence) beschreibt einen kognitiven Stil nach Herman Witkin und seine späteren Verallgemeinerungen.
Die Wahrnehmungsumgebung übt bei einem feldabhängigen Wahrnehmungsstil einen starken Einfluss auf die wahrgenommene Figur aus, während bei einer feldunabhängigen Wahrnehmungsweise die Wahrnehmung auf das wahrzunehmende Objekt gerichtet ist. Feldabhängigkeit bzw. Feldunabhängigkeit werden als relativ konsistente Persönlichkeitsmerkmale angesehen.

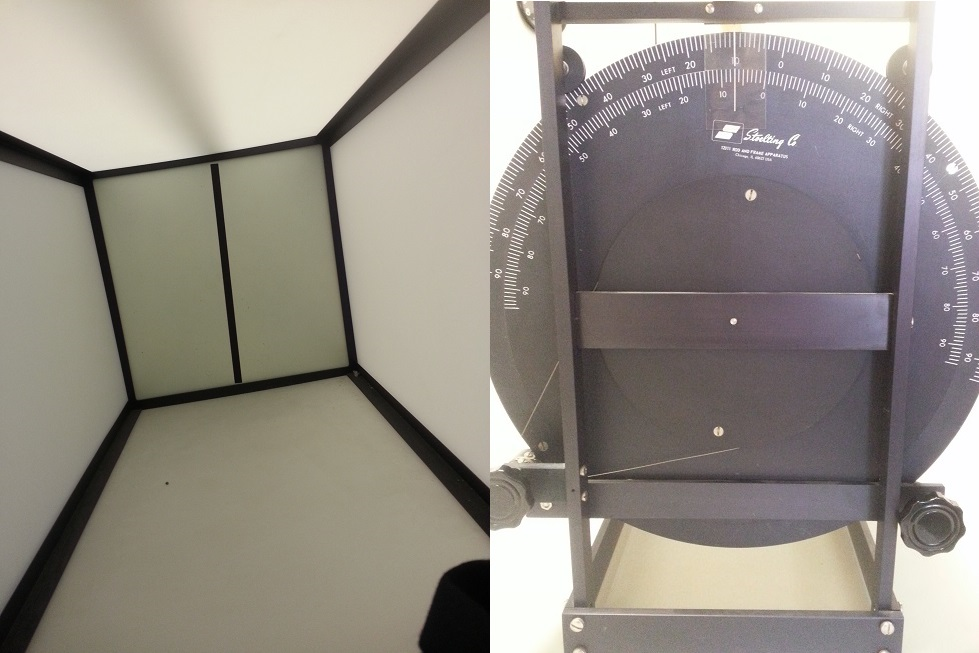
Links: Rod (Stange 7 Grad geneigt) and Frame (Rahmen 10 Grad geneigt) dargeboten – Rechts: Aufgabe Einstellen (nur) der Neigung der Stange; dies wird mit mehreren Winkelkombinationen wiederholt

Ursprünglich wurde das Konzept vor allem bei der Wahrnehmung geometrischer Figuren untersucht, die in komplexe Figuren eingebettet werden und erkannt bzw. wiedererkannt werden mussten (embedded figures). Später folgte die Bestimmung der Senkrechten im Raum bei Konflikten zwischen Informationen verschiedener Sinneskanäle (z. B. schräg gestellte Leuchtstäbe, verzerrte Perspektiven, seitlich verschieden abgekippte bzw. abkippbare Stühle für die Versuchspersonen und der Leuchtstab war gerade einzustellen). Eine weitere Anordnung war der „Rod and Frame Test“ RFT (siehe Bild), wo der Winkel des senkrechten Stabes einzustellen ist.
Dabei wurde nachgewiesen, dass sich Feldabhängige in vielen anderen Bereichen von Feldunabhängigen unterscheiden (z. B. undifferenzierte Abwehrmechanismen, direkteres und unkontrollierteres Ausdrücken von Aggressionen, über weniger Träume berichten, Bevorzugen intuitiverer Methoden – gegenüber mehr hypothesentestenden bei Feldunabhängigeren). Auch die Berufswahl wird mehr in Richtung Mathematik/Naturwissenschaften präferiert. Feldunabhängige Personen seien aktiver, selbstbewusster, widerstandsfähiger gegenüber Suggestionen, non-konformistischer, Ich-stärker und unabhängiger. Feldabhängige seien durch mangelnde Selbsteinsicht, Antriebshemmung, Minderwertigkeitsgefühle und Submissivität gekennzeichnet. Es wurden auch Zusammenhänge mit der Erziehung diskutiert.